# Vrå
För andra betydelser, se Vrå (olika betydelser).
Vrå är en kyrkby i Vrå socken i Ljungby kommun, belägen vid riksväg 25 cirka 15 kilometer söder om Lidhult. Mellan 1990 och 2020 samt från 2023 avgränsade SCB för denna bebyggelse en småort. 
I byn ligger Vrå kyrka.

## Historik
I byn har funnits en gästgiverigård  med skjutsar omkring 1860 till
Skeen i öster (1 1/2 mil) till Ljungby, Abbeshult i söder (7/8 mil) till Laholm och till Hilleshult(Singeshult före 1847) i väster (1 1/4 mil) till Halmstad.

## Personer från Vrå
- Pehr Nyman